# 维莱特
维莱特（法語：Villette，發音：[vilɛt] ⓘ）是法国中北部法兰西岛大区伊夫林省的一个市镇，属于芒特拉若利区。 

## 地理
维莱特（48°55'38"N, 1°41'31"E）面积4.63 平方千米，位于法国法蘭西島大區伊夫林省，该省份为法国北部内陆省份，北起瓦兹河谷省，西接厄尔省，西南接厄尔-卢瓦省，东南接埃松省，东临上塞纳省。
与维莱特接壤的市镇（或旧市镇、城区）包括：阿努维尔莱芒特、班维利耶、布勒伊-布瓦罗贝尔、罗赛、韦尔。
维莱特的时区为UTC+01:00、UTC+02:00（夏令时）。

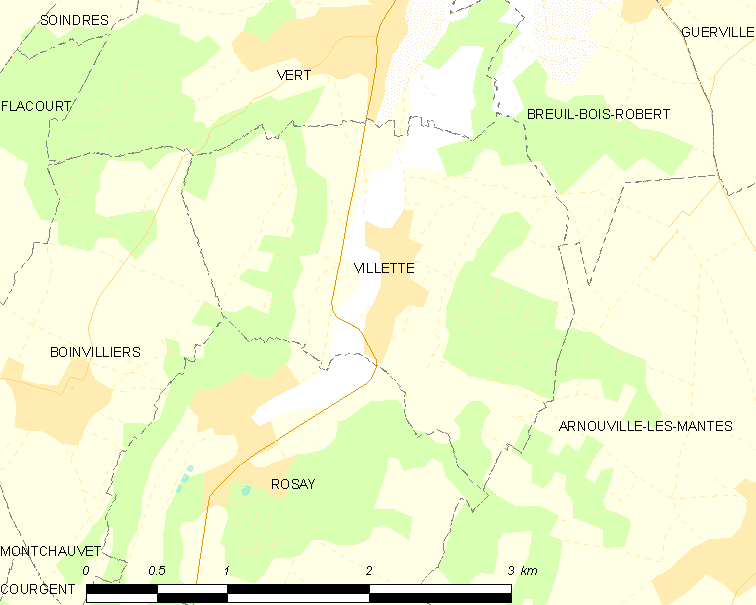
维莱特的OSM定位图

## 行政
维莱特的邮政编码为78930，INSEE市镇编码为78677。

## 政治
维莱特所属的省级选区为塞纳河畔博尼耶尔县。

## 人口

1962-2008年间维莱特人口变化图示

维莱特于2022年1月1日时的人口数量为537人。